# Militärstab (Osttimor)
In Osttimor unterstützt der Militärstab (portugiesisch Casa Militar, tetum Kaza Militár) den Staatspräsidenten bei seiner Funktion als Oberbefehlshabers der Streitkräfte und im Bereich der Verteidigung und Sicherheit. Der Militärstab arbeitet dabei mit dem Zivilen Stab zusammen.

## Aufgaben
Der Militärstab berät den Staatspräsidenten in Fragen der nationalen Sicherheit, berät ihn in Fragen der nationalen Sicherheit und unterrichtet ihn über die wichtigsten Aktivitäten der politischen Verteidigungs- und Sicherheitsorgane und ihrer jeweiligen Kräfte. Dazu erstellt der Militärstab Berichte über die allgemeine Sicherheitslage im Lande und Auswirkungen auf Osttimor durch regionale und internationale Entwicklungen.
Stellungnahmen des Präsidenten zu erlassenden Rechtsvorschriften, die Verteidigungs- und Sicherheitsfragen betreffen, werden vom Militärstab ausgearbeitet, ebenso die Tagesordnungspunkte des Rats für Verteidigung und Sicherheit (KSDS) zur Vorlage beim Präsidenten und Petitionen an den Präsidenten mit Militärbezug.
Reisen des Präsidenten im In- und Ausland bereitet der Militärstab zusammen mit dem Zivilen Stab und des Guarda e Segurança Presidencial (deutsch präsidialer Wach- und Sicherheitsdienst) vor.

## Zusammensetzung
Der Militätstab setzt sich aus dem Stabschef (portugiesisch Chefe de Casa Militar), Beratern und Adjutanten (portugiesisch Ajudantes de Campo do Presidente da República) zusammen und wird von Sekretariats- und Verwaltungspersonal unterstützt. Dazu gehören das Unterstützungsbüro für den Oberbefehlshaber der Streitkräfte und die Ehrengarde und das Büro des Militärstabes.
Der Stabschef ist ein Offizier der von den Verteidigungskräften Osttimors (F-FDTL) abgestellt wird. Ihm zur Seite werden ein hoher Offizier der Nationalpolizei (PNTL) und ein Koordinator des Beratungsdienstes des Militärstabes gestellt. Der Stabschef wird vom Staatspräsidenten frei ernannt und entlassen. Er ist dem Präsidenten und damt dem Obersten Befehlshaber unmittelbar für die Unterstützung in Fragen der nationalen Sicherheit verantwortlich.
Der Stabschef leitet den Militärstab, koordiniert dessen Arbei und stellt die Verbindung des Staatsoberhauptes zum Militär, der Polizei und deren staatlichen Aufsicht dar. Er unterstützt den Präsidenten bei Fragen der Verteidigung und der nationalen Sicherheit und bei Zeremonien und anderen zivilen und militärischen öffentlichen Handlungen. Der Stabschef überwacht alle Verteidigungs- und Sicherheitsangelegenheiten, die von Interesse für den Präsidenten sind. Dazu gehören auch Fragen zu den militärischen Verbänden und Rechtsfragen zu ehemaligen Kämpfern, Kriegsveteranen und behinderten Angehörigen der F-FDTL. Die Tagesordnung für Sitzungen des KSDS wird vom Stabschef vorbereitet. An den Sitzungen nimmt er ebenso teil, wie an Sitzungen des Verwaltungsrates.
Bei Krisensituationen unterstützt der Stabschef den Präsidenten in seiner Rolle als Oberbefehlshaber. Auf Anordnung des Präsidenten kann der Stabschef auch als Vertreter des Staatsoberhauptes fungieren.

## Liste der Militärstabschefs
| Chef des Militärstabes |                                             |                       |                      |
| Bild                   | Name                                        | Unter Staatspräsident | Amtszeit             |
|                        | Oberst João Miranda                         | José Ramos-Horta      | 2011–2012            |
|                        | Oberst José da Costa Soares (Trix)          | Taur Matan Ruak       | 2012–2017            |
|                        | Oberst António Soares da Silva („Mau Kalo“) | Francisco Guterres    | 2017–2022            |
|                        | Oberst Renilde Corte-Real da Silva          | José Ramos-Horta      | Mai – September 2022 |
|                        | Oberst Francisco da Silva                   | José Ramos-Horta      | seit 2022            |